# سفارة سويسرا في روسيا
سفارة سويسرا في روسيا هي أرفع تمثيل دبلوماسي لدولة سويسرا لدى روسيا. تقع السفارة في موسكو وهي تهدف لتعزيز المصالح السويسرية في روسيا.

## وصلات خارجية
- قائمة سفارات سويسرا
- قائمة السفارات في روسيا